# Шакей (Акмолинская область)
Шаке́й (каз. Шакей) — село в Ерейментауском районе Акмолинской области Казахстана. Входит в состав Куншалганского сельского округа. Код КАТО — 114645300.

## География
Село расположено в южной части района, на расстоянии примерно 57 километров (по прямой) к югу от административного центра района — города Ерейментау, в 4 километрах к востоку от административного центра сельского округа — села Куншалган.
Абсолютная высота — 577 метров над уровнем моря.
Ближайшие населённые пункты: село Куншалган — на западе.

## Население
В 1989 году население села составляло 393 человек (из них казахи — 100 %).
В 1999 году население села составляло 381 человек (214 мужчин и 167 женщин). По данным переписи 2009 года, в селе проживало 278 человек (163 мужчины и 115 женщин).
| Численность населения | Численность населения | Численность населения |
| 1989                  | 1999                  | 2009                  |
| --------------------- | --------------------- | --------------------- |
| 393                   | ↘381                  | ↘278                  |

## Улицы[5]
- ул. Жанатурмыс